# Israel Scheffler
Pour les articles homonymes, voir Scheffler.
Israel Scheffler (né le 25 novembre 1923 et mort le 16 février 2014) est un philosophe américain de l'éducation. Il a soutenu sa thèse de doctorat à l'université de Pennsylvanie en 1952, et a commencé à enseigner cette même année à l'université Harvard, où il fera toute sa carrière. Il a pris sa retraite en 1992.

## Publications
- Les Conditions de la connaissance : une introduction à l'épistémologie et à l'éducation (1965), Paris : Vrin, 2011, 188 pages